# Potusz
Potusz (ukr. Потуш) – wieś na Ukrainie, w obwodzie winnickim, w rejonie winnickim. W 2001 liczyła 125 mieszkańców, spośród których 130 wskazało jako ojczysty język ukraiński, a 5 rosyjski.